# تيولا
تيولا (اختصارًا لتيورتبسايس نيوتراكولا) (بالإنجليزية: Turritopsis nutricul)‏ هو أحد أنواع قنديل البحر.
هذا الكائن هو أحد أنواع قنديل البحر، واكتشف مجموعة من علماء الأحياء في جامعة الإيطالية أنه قادر على تجديد خلايا جسمه كلها باستمرار; ولذا لا يصل لمرحلة الشيخوخة أبدًا.